# An Education
An Education är en brittisk film från 2009, regisserad av den danska regissören Lone Scherfig. Den är baserad på den brittiska journalisten Lynn Barbers självbiografi. Manus är skrivet av Nick Hornby.  I rollerna ses bland andra Emma Thompson, Peter Sarsgaard, Dominic Cooper, Rosamund Pike, Olivia Williams och Carey Mulligan.
Den nominerades till tre Oscar i kategorierna Bästa film, Bästa kvinnliga huvudroll och Bästa manus efter förlaga.

## Handling
Filmen utspelar sig i en förort till London 1961, där 16-åringen Jenny förälskar sig i den dubbelt så gamla David. Han tar med henne till en annan tillvaro, med konserter, nattklubbar och weekendresor till Paris.

## Rollista
- Carey Mulligan, som Jenny Miller[1]

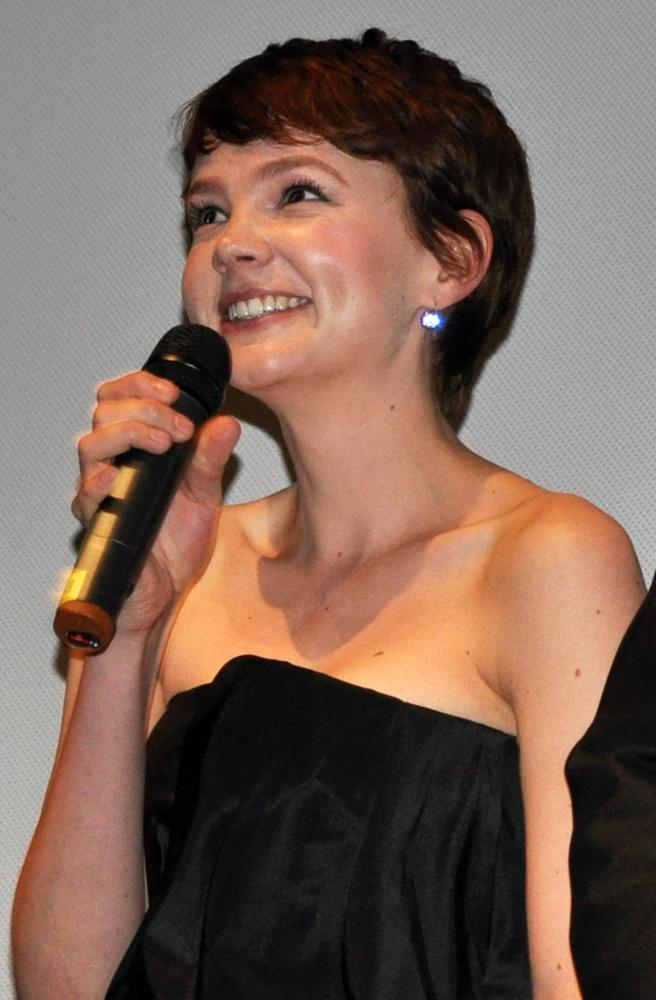
Mulligan efter en visning av An Education 25 september 2009.

- Peter Sarsgaard, som David Goldman[1]
- Dominic Cooper, som Danny, Davids vän och kompanjon. (Orlando Bloom fick ursprungligen denna roll, men han hoppade av innan man började filma.[2])
- Rosamund Pike, som Helen, Dannys flickvän
- Emma Thompson, som Miss Walters, rektorn på Jennys skola[1]
- Olivia Williams, som Miss Stubbs, Jennys lärare[1]
- Alfred Molina, som Jack Miller, Jennys far[1]
- Cara Seymour, som Marjorie Miller, Jennys mor
- Sally Hawkins, som Sarah Goldman, Davids fru[1]
- Matthew Beard som Graham, en pojke från orkestern Jenny spelar i
- Ellie Kendrick, som Tina, Jennys skolkompis
- Beth Rowley, som nattklubbsångerska
- Ted Julian Colin Powell , som statist på nattklubben